# 토미 볼린
토미 볼린(Tommy Bolin, 1951년 8월 1일 ~ 1976년 12월 4일)은 미국의 기타리스트 겸 작곡가로서 제퍼(1969년부터 1971년까지), 제임스 갱(1973년부터 1974년까지), 딥 퍼플(1975년부터 1976년까지)과 함께 연주했으며, 솔로 가수 겸 세션 음악가로서 주목할 만한 경력을 유지했다. 그의 음반 목록의 대부분은 녹음 당시에 공개되지 않았거나, 인쇄되지 않았거나, 25세에 약물 과다 복용으로 사망한 후 몇 년이 지나서야 다시 공개되었다.